# Mykoła Arsenycz
Mykoła Arsenycz ps. „Mychajło”, „Hryhor”, „Demian”, „Berezowśkyj” (ur. 27 września 1910 w Berezowie Niżnym, zg. 23 stycznia 1947 w Żukowie) – ukraiński wojskowy, szef Służby Bezpieczeństwa OUN.

## Życiorys
Urodził się w ubogiej rodzinie drobnoszlacheckiej herbu Sas. Miał czterech braci, wszyscy zostali zabici przez Sowietów. Członek Płastu w Stryju. Członek Ukraińskiej Organizacji Wojskowej.
Przed wojną skazany przez polski sąd na 3 lata więzienia za przynależność do nielegalnej Organizacji Ukraińskich Nacjonalistów, odbywał karę więzienia w latach 1937–1939. W listopadzie 1939 przedostał się do Niemiec. Był uczestnikiem II i III Zboru OUN.
Od 3 marca 1941 był szefem Służby Bezpieczeństwa OUN, następcą Mykoły Łebedia. Kierował organizacją do śmierci w 1947  jako główny referent SB, w latach 1943–1947 był dowódcą kontrwywiadu w Komendzie Głównej Ukraińskiej Powstańczej Armii. Zginął w walce z NKWD razem z żoną.
W 1946 odznaczony przez OUN Złotym Krzyżem Zasługi, a następnie pośmiertnie awansowany przez tę organizację do stopnia generała.